# 巴伐利亞的阿黛爾岡德 (1823-1914)
巴伐利亞的阿黛爾岡德（德語：Adelgunde von Bayern，1823年3月19日—1914年10月28日），摩德納公爵夫人，巴伐利亞國王路德維希一世的女兒。
1842年，阿黛爾岡德與摩德納公爵法蘭西斯科四世的長子、日後的摩德納公爵法蘭西斯科五世結婚。兩人的女兒安娜·貝亞特麗切於1848年出生，隔年夭折。1859年摩德納公國被併入中義大利聯合省，阿黛爾岡德與丈夫流亡至維也納。1914年阿黛爾岡德於慕尼黑去世，享年91歲。